# Ab-i-Istada
Ab-i-Istada és un llac de l'Afganistan a uns 100 km al sud-sud-oest de Gazni. La regió està poc poblada i hi viuen els ghilzai. S'alimenta del riu Gazni. Les seves aigües són salades i el peixos del riu moren a l'arribar al llac.
Subterràniament corren alguns rierols que rebroten més enllà del llac i s'uneixen per formar l'Arghastan Lora